# دختر خداحافظی
دختر خداحافظی (انگلیسی: The Goodbye Girl) فیلمی در ژانر کمدی رمانتیک به کارگردانی هربرت راس است که در سال ۱۹۷۷ منتشر شد.

## بازیگران
- ریچارد دریفوس
- مارشا ماسون
- کویین کومینگز
- پال بندیکت
- پاورز بوث
- ریموند جی. بری